# Dischidanthus urceolatus
Dischidanthus urceolatus är en oleanderväxtart som först beskrevs av Decaisne, och fick sitt nu gällande namn av Ying Tsiang. Dischidanthus urceolatus ingår i släktet Dischidanthus och familjen oleanderväxter. Inga underarter finns listade i Catalogue of Life.